# Bùi Quốc Huy
Bùi Quốc Huy (sinh năm 1945) tên thường gọi Năm Huy, là một sĩ quan công an và chính trị gia người Việt Nam. Ông là cựu Trung tướng Công an nhân dân, Tổng cục trưởng Tổng cục An ninh, Giám đốc Công an Thành phố Hồ Chí Minh (1996–2001), Thứ trưởng Bộ Công an, Ủy viên Ban Chấp hành Trung ương Đảng Cộng sản Việt Nam, từng được phong tặng Anh hùng lực lượng vũ trang. Trong Vụ án Năm Cam và đồng phạm, ông đã bị cách chức, bị tước quân tịch, quân hàm, bị tù và đã được ân xá sau chưa đầy 2 năm.

## Sự nghiệp
Bùi Quốc Huy sinh ngày 23 tháng 12 năm 1945 tại tỉnh Sa Đéc (nay là tỉnh Đồng Tháp). Thân sinh Bùi Quốc Huy là ông Bùi Tương Tiếp và bà Đỗ Thị Đàm. Ông Huy có bằng Tiến sĩ Luật. Vợ ông là bà Trần Thị Ngọc Quế. Ông bà có hai người con: một trai, một và một gái sinh 1970 và 1976, con trai là Bùi Minh Tấn. Ông thường trú tại quận 11, Thành phố Hồ Chí Minh.

## Quá trình hoạt động và thăng tiến
Thưở nhỏ, ông cùng gia đình cư ngụ tại xã Bình An Trung (nay đã chia thành hai xã Bình Thạnh Trung và Hội An Đông), huyện Lấp Vò, tỉnh Sa Đéc (nay là tỉnh Đồng Tháp). Năm 1960, ông tham gia cách mạng tại thị xã Long Xuyên, tỉnh An Giang, làm công tác Đoàn thanh niên học sinh và công tác sinh viên học sinh.
Năm 1963, ông công tác trong Đội an ninh mật của thị xã Long Xuyên, An Giang.
Từ năm 1965 đến 1968, ông hoạt động ban cán sự công vận của thị xã Long Xuyên, An Giang.
Từ năm 1968 đến 1972, ông là Chánh văn phòng thị xã Long Xuyên, An Giang kiêm Trưởng ban an ninh (từ 1970).
Từ năm 1972 đến 30 tháng 4 năm 1975, ông là Trưởng ban an ninh thị xã, Chính trị viên thị đội, Phó bí thư thị xã Long Xuyên, An Giang.
Năm 1980, ông là Phó ban chỉ huy an ninh của công an tỉnh An Giang.
Năm 1985, ông là Phó giám đốc phụ trách an ninh của Công an tỉnh An Giang.
Năm 1987, ông là Giám đốc Công an tỉnh An Giang. Theo Chánh Thanh tra Bộ Công an Nguyễn Huy Tần, trong thời gian này, Thanh tra Bộ Công an đã kết luận ông có sai phạm. Song ý kiến thanh tra không được ủng hộ, ông Năm Huy được chuyển về TPHCM rồi được vào trung ương. Việc được đề bạt lên chức của Bùi Quốc Huy khi đã có dư luận, ý kiến của Thanh tra Bộ Công an, đã được điều tra nghiêm túc nhưng theo Bộ trưởng Bộ Công an Lê Hồng Anh vẫn không thể có kết luận về việc có chạy quyền, chạy chức.
Năm 1990, ông là Phó Tổng cục trưởng. Năm 1991, ông là Tổng cục trưởng Tổng cục An ninh, Bộ Công an.
Tháng 4/1996, ông là Giám đốc Công an Thành phố Hồ Chí Minh.
Tháng 7/2001, ông là Thiếu tướng An ninh, Thứ trưởng Bộ Công an phụ trách công tác xây dựng lực lượng.

## Hành vi

### Quan hệ với Năm Cam
Năm 1995, thông qua Hồ Việt Sử, Bùi Quốc Huy cho Năm Cam, 2 lần đến chơi nhà riêng của mình tại số 7 Nguyễn Đình Chiểu, quận Hai Bà Trưng, thành phố Hà Nội, trong lúc đang là Tổng cục trưởng Tổng cục An ninh. Bùi Quốc Huy để người thân (vợ mình) thầu bãi gửi xe nhà hàng của Năm Cam để có thu nhập từ 200–350 triệu đồng/tháng.
Bùi Quốc Huy cũng được biết là có quan hệ lâu dài và thân thiết với Hồ Việt Sử từ những năm 1990, đây là phần tử xấu có tiền án tiền sự ở An Giang. Bùi Quốc Huy đã giúp đỡ cho Sử nhập hộ khẩu ở thành phố Hồ Chí Minh năm 1992, rồi giới thiệu cho Sử làm đối tác liên doanh với Công ty Song Pha, thuộc Phòng Hậu cần, Công an Thành phố Hồ Chí Minh khai thác khu đất 230 Nguyễn Trãi, quận 1. Việc làm này đã gây ra thiệt hại về mặt tài chính cho Công an TPHCM. Bùi Quốc Huy còn cho con là Bùi Minh Tấn làm phó giám đốc công ty liên doanh của Sử. Bùi Quốc Huy còn vay mượn tiền của Sử, là 22.000 USD và 15 triệu đồng (chưa trả), để mua xe và cho vợ đi du lịch ở Singapore, Trung Quốc.

### Tài sản bất minh
Chỉ trong vòng có mấy tháng làm Giám đốc Công an tỉnh An Giang, Bùi Quốc Huy đã xây nhà rất lớn, có đến 2 xe khách. Khi làm Giám đốc công an Thành phố Hồ Chí Minh, bản thân và gia đình của ông đã có nhiều xe ôtô đời mới, có nhiều nhà, còn đất lên đến hơn 5 hecta ở Củ Chi.

### Bỏ lọt tội
Thời gian làm Giám đốc công an tỉnh An Giang (9/1987–1990), Bùi Quốc Huy đã chủ trương kinh doanh địa ốc, thành lập Công ty Thành Công thất bại, thiệt hại 2–3 tỷ đồng. Bùi Quốc Huy chiếm dụng trên 7 ha đất của quần chúng, kéo theo một số cán bộ hậu cần của công an để kết cấu tham ô, gây thiệt hại lớn về cán bộ. Một số người đã bị tù 9–16 năm, đặc biệt nghiêm trọng hơn, Phạm Thanh Sơn, Phó Giám đốc Công an tỉnh đã tự sát. Ngay cả con trai là Bùi Minh Tấn cũng bị tòa xác định là bỏ lọt tội.

### Thiếu trách nhiệm
Tháng 7/1997, Trương Văn Cam đi tập trung giáo dục cải tạo được tha về trước thời hạn, V26 Bộ Công an thông qua điện mật số 02 ngày 27/9/1997 giao cho Công an Thành phố Hồ Chí Minh tiếp tục theo dõi và quản lý Trương Văn Cam. Đến tháng 1/1998, Năm Huy được Thân Thành Huyện (Ba Huyện), Phó Giám đốc phụ trách cảnh sát, cho biết Trương Văn Cam là đối tượng chuyên cờ bạc từ thời ngụy. Sòng bạc do Trương Văn Cam tổ chức có đàn em canh gác nên rất khó bắt. Khoảng tháng 10/1998, ông Năm Huy được bà Huyền Linh, cán bộ hưu trí ở quận 3 và một số cán bộ trong Thành uỷ cho biết ở Thành phố Hồ Chí Minh có nhóm đi đòi nợ thuê, đập phá nhà cửa của con nợ nhưng không ai dám tố cáo vì đó là đàn em của Trương Văn Cam. Trong quá trình chỉ đạo đấu tranh chuyên án CD99 và hai vụ án giết Phan Lê Sơn và vụ bắn Dung Hà, Bùi Quốc Huy đã có thông tin về một số cán bộ có biểu hiện nghi vấn trong việc thực hiện chức trách nhiệm vụ mà ông giao cho họ nhưng vẫn không tổ chức kiểm tra, xác minh kết luận để có biện pháp xử lý, ngăn chặn.
Tuy biết Trương Văn Cam là đối tượng hình sự nguy hiểm, có nhiều hoạt động băng nhóm theo kiểu xã hội đen, hoạt động phạm tội nghiêm trọng, công khai, kéo dài trong các năm 1998, 1999, 2000 và 2001 nhưng Bùi Quốc Huy, lúc bấy giờ là Giám đốc Công an Thành phố Hồ Chí Minh (từ tháng 4/1996 đến tháng 7/2001), đã không chỉ đạo, tổ chức biện pháp đấu tranh có hiệu quả, để tội phạm có tổ chức xảy ra trong một thời gian dài, gây hậu quả đặc biệt nghiêm trọng về trật tự an toàn xã hội trên địa bàn Thành phố Hồ Chí Minh. Khi Công an TPHCM mở chuyên án đấu tranh với tội phạm hoạt động cờ bạc và cá độ bóng đá, tuy lúc đầu chưa xác định được có hoạt động tội phạm của Trương Văn Cam hay không, nhưng đến đầu năm 2000, khi phát hiện có hoạt động của Trương Văn Cam và các tên đàn em nguy hiểm khác của Trương Văn Cam, Bùi Quốc Huy đã không chủ động đề ra các biện pháp tấn công triệt phá mà chỉ báo cáo xin ý kiến của Bộ Công an. Sau đó thụ động chờ đợi, để băng nhóm tội phạm của Trương Văn Cam có thời gian hoạt động kéo dài đến hết năm 2001 mới được Bộ Công an tấn công, triệt phá.
Về trách nhiệm trong quản lý, giáo dục cán bộ chiến sĩ, cũng trong thời gian Bùi Quốc Huy làm Giám đốc Công an Thành phố Hồ Chí Minh đã xảy ra tình trạng nhiều cán bộ bị tổ chức tội phạm của Trương Văn Cam mua chuộc, lôi kéo làm tha hóa biến chất. Thậm chí nhiều cán bộ cấp phòng quận của Công an Thành phố Hồ Chí Minh có hoạt động tiếp tay hoặc bao che tội phạm. Trong quá trình công tác, có nhiều thông tin về cán bộ có biểu hiện thoái hóa biến chất, vi phạm pháp luật và kỷ luật nhưng Bùi Quốc Huy không có biện pháp có hiệu quả để chấn chỉnh ngăn chặn, dẫn đến việc trong chuyên án Z5-01 có trên 50 cán bộ công an bị xử lý kỷ luật, nhiều người bị tước quân tịch, có 13 người phải truy cứu trách nhiệm hình sự.
Với những vi phạm nêu trên, Cơ quan Cảnh sát điều tra đã kết luận ông Bùi Quốc Huy phạm tội thiếu trách nhiệm gây hậu quả nghiêm trọng, tội danh được quy định tại điều 285 BLHS.

## Khởi tố và xét xử
Ngày 12 tháng 12 năm 2001, Năm Cam bị bắt. Do là cán bộ cao cấp của Công an, là người từng chịu trách nhiệm cao nhất về an ninh trật tự địa bàn thành phố Hồ Chí Minh lại có liên quan đến Vụ án Năm Cam và đồng bọn, Bùi Quốc Huy cũng bị khởi tố. Vụ án Năm Cam và đồng bọn là vụ án hình sự rất phức tạp và lớn nhất cho đến thời điểm đó, với 155 bị cáo trong đó có 3 cán bộ cao cấp bị khởi tố. Phiên tòa tiến hành xét xử từ ngày 25 tháng 2 năm 2003 đến ngày 05 tháng 6 năm 2003 với 6 án tử hình, 5 án chung thân, 2 án trên 20 năm tù giam, 4 án 20 năm tù giam, 28 án treo, 2 bị cáo bị cảnh cáo, 4 bị cáo trả hồ sơ về cho CQĐT, một bị cáo được miễn hình phạt. Số còn lại có mức án từ 1 đến 19 năm tù. Băng đảng Năm Cam được coi là "đỉnh cao" của tội phạm và đây là phiên toà lớn đầu tiên thực hiện nguyên tắc tranh tụng, toà án tạo điều kiện tốt để Luật sư tham gia tố tụng. Phiên tòa có đến gần 80 luật sư tham gia bào chữa cho các bị cáo và bảo vệ quyền lợi cho cá nhân, tổ chức có liên quan. Phiên tòa này rất được dư luận quan tâm. Phóng viên nước ngoài cũng xin được tham dự, đối với họ, việc xét xử các cán bộ cao cấp mà lại câu kết với tội phạm như Bùi Quốc Huy là một trong những minh chứng cho sự quyết tâm của Chính phủ Việt Nam trong việc chống tham nhũng, trừng trị tội phạm, làm trong sạch hàng ngũ cán bộ, tạo môi trường lành mạnh cho đầu tư và phát triển. Ông Bùi Hoàng Danh là Chủ tọa phiên tòa sơ thẩm, khẳng định vụ án Trương Văn Cam và đồng bọn là vụ án hình sự mang tính chất trị an, không phải là vụ án tham nhũng. Bùi Quốc Huy cùng với Phạm Sỹ Chiến là hai bị can được dư luận quan tâm nhất.
Vụ Nam Cam và đồng bọn có liên quan đến ngay chính Bùi Quốc Huy và các cán bộ cao cấp đương chức thuộc diện Trung ương quản lý như Trần Mai Hạnh Ủy viên Trung ương Đảng Tổng thư ký Hội Nhà báo Việt Nam, kiêm Tổng biên tập báo Nhà báo và Công luận, Phạm Sĩ Chiến Viện phó Viện kiểm sát nhân dân tối cao nên Bùi Quốc Huy từ vai trò đang là Ủy viên Trung ương đảng, Thứ trưởng Công an, Ủy viên Trung ương đảng chịu trách nhiệm điều tra, xử lý tội phạm dần dần bị loại ra khỏi cuộc điều tra và tiến tới bị kỷ luật mất chức và ra tòa chịu án phạt tù giam. Thái độ của Huy cũng từ từ biến chuyển theo thời gian và đã chịu cúi đầu nhận tội. "Chuyên án Z501 - vụ án Năm Cam và đồng bọn" được khởi động từ giữa năm 2001 lúc Bùi Quốc Huy còn đương chức Thứ trưởng bộ Công an. Tướng Nguyễn Việt Thành, Phó tổng cục trưởng Tổng cục Cảnh sát, phụ trách cụm III (phía Nam) được giao nhiệm vụ trưởng ban chuyên án Năm Cam.
Ngày 1 tháng 3 năm 2002, Bùi Quốc Huy còn thay mặt Đảng uỷ Công an trung ương và lãnh đạo Bộ Công an ký quyết định về việc đình chỉ công tác đối với thượng tá Dương Minh Ngọc - Trưởng phòng Cảnh sát hình sự, và thượng tá Nguyễn Mạnh Trung - Phó trưởng phòng Cảnh sát điều tra Công an TP.Hồ Chí Minh nhằm làm rõ trách nhiệm của một số cá nhân có liên quan đến nhiều vụ trọng án liên quan đến băng tội phạm Năm Cam.
Song đến tháng 6 năm 2002, Báo chí chính thức Việt Nam đưa công khai tin Bùi Quốc Huy (lúc đó đương là Thứ trưởng Bộ Công an) bị Nguyễn Minh Triết, Ủy viên Bộ Chính trị, Bí thư Thành ủy Thành phố Hồ Chí Minh cùng với Vũ Quốc Hùng, Phó chủ nhiệm Ủy ban Kiểm tra trung ương Đảng và Trần Đại Hưng Phó trưởng Ban Nội chính trung ương, kiểm điểm trách nhiệm về 5 vấn đề. Cuộc kiểm điểm này kéo dài hai ngày 17/6/ 2002-18/6/2002. Trong đó có vấn đề thu nhập, tài sản, xe cộ, nhà đất lên đến hơn 3 hecta của cá nhân và gia đình.
Ngày 15 tháng 7 năm 2002, Bùi Quốc Huy bị công bố kỷ luật Đảng. Hội nghị Ban Chấp hành Trung ương Đảng lần thứ 6 Khóa IX đã xem xét, kiểm điểm những sai lầm nghiêm trọng của Trần Mai Hạnh và Bùi Quốc Huy, và quyết định cách chức ủy viên trung ương đảng cả hai .
Ngày 29 tháng 7 năm 2002, Bộ Chính trị đã có văn bản số 19 và 20, thông báo chính thức đồng thời đề nghị các cơ quan nhà nước có thẩm quyền kỷ luật về mặt Nhà nước với Trần Mai Hạnh và Bùi Quốc Huy.
Ngày 8 tháng 8 năm 2002, Thủ tướng Phan Văn Khải ký quyết định kỷ luật số 664, cách chức Thứ trưởng Bộ Công an của Bùi Quốc Huy và giáng cấp từ Trung tướng xuống Thiếu tướng.
Ngày 10 tháng 10 năm 2002, từ 6g30' đến 11h30', Bùi Quốc Huy bị khởi tố về tội thiếu trách nhiệm gây hậu quả nghiêm trọng theo Điều 285 Bộ luật Hình sự và bị khám xét nhà riêng ở Thành phố Hồ Chí Minh, cùng lúc với Trần Mai Hạnh, Tổng thư ký Hội Nhà báo Việt Nam, kiêm Tổng biên tập báo Nhà báo và Công luận và Phạm Sĩ Chiến, Viện phó Viện kiểm sát nhân dân tối cao (lúc đó đang ở Hà Nội) và cả ba đều bị cấm dời khỏi nơi cư trú.
Tháng 11 năm 2002, Bùi Quốc Huy cùng với Trần Mai Hạnh và Phạm Sĩ Chiến bị triệu tập vào Thành phố Hồ Chí Minh ngay từ giai đoạn đầu của phiên tòa, bị can nào có dấu hiệu bỏ trốn sẽ bị bắt tạm giam.
Ngày 13 tháng 12 năm 2002, Bùi Quốc Huy nhận quyết định cấm đi khỏi nơi cư trú của Tòa và viết giấy cam đoan có mặt khi bị triệu tập.
Ngày 13 tháng 02 năm 2003, Thủ tướng Chính phủ đã ký quyết định kỷ luật tước danh hiệu Công an nhân dân. Cùng với quyết định đó ông Huy mất quân hàm Thiếu tướng. Bùi Quốc Huy được tại ngoại kể cả sau khi bị tòa Sơ thẩm tuyên án.
Ngày 27 tháng 2 năm 2003, ông được người nhà dùng xe máy đưa đến tòa Tòa án nhân dân Thành phố Hồ Chí Minh. Luật sư bào chữa cho Huy là Ngô Ngọc Thủy.
Khi ra tòa, Bùi Quốc Huy còn tự thanh minh mình có hành vi thiếu trách nhiệm vì thiếu trình độ, ông nói rằng:
| “ | Tôi đã bị xử lý hành chính nội bộ rất nghiêm khắc về mặt Đảng và ngành rồi. Tôi nghĩ mình chưa đến mức phải bị xử lý hình sự. Sai phạm của tôi chỉ là tính chất chỉ đạo kém hiệu quả chứ không phải là không chỉ đạo. | ” |

Ngày 24 tháng 5 năm 2003, tức ngày thứ 54 xét xử vụ án "Trương Văn Cam và đồng bọn", bị cáo Bùi Quốc Huy nói lời cuối cùng cảm ơn Hội đồng xét xử và Viện Kiểm sát đã quan tâm đến lời bào chữa của luật sư đối với bị cáo và những nội dung trình bày của bị cáo, đồng thời ông mong được xét xử công minh. Ông mong tòa tuyên trắng án vì cho rằng mình vô tội .
Vào 14 giờ ngày 5 tháng 6 năm 2003, Tòa sơ thẩm Tòa án Nhân dân Thành phố Hồ Chí Minh tuyên xử vụ án Năm Cam và đồng bọn. Năm Huy bị phạt 4 năm tù giam về tội thiếu trách nhiệm gây hậu quả nghiêm trọng. Bị cáo Huy còn bị cấm đảm nhiệm chức vụ tại cơ quan nhà nước trong thời hạn 3 năm sau khi mãn hạn tù 
Ngày 5 tháng 9 năm 2003, Bùi Quốc Huy bị tòa phúc thẩm Tòa án Nhân dân tối cao tại Thành phố Hồ Chí Minh bắt tạm giam cùng với Phạm Sĩ Chiến và Trần Mai Hạnh để bảo đảm cho việc xét xử tại phiên tòa phúc thẩm dự kiến diễn ra ngày 15 tháng 9 năm 2003. Về việc cho tại ngoại kéo dài của ông Huy cũng đã có dư luận thắc mắc.
Ngày 15 tháng 9 năm 2003, Tòa án nhân dân tối cao tại Thành phố Hồ Chí Minh khai mạc phiên Phúc thẩm (do có kháng cáo của 69 bị cáo, 6 người có quyền lợi nghĩa vụ liên quan, 2 đại diện bị hại), khác với phiên sơ thẩm lần này Bùi Quốc Huy ra tòa trong bộ quần áo sọc do bị tạm giam trước đó, nhưng 3 nhân chứng để xác định rõ hành vi vi phạm của các bị cáo Bùi Quốc Huy là 2 nguyên Phó Giám đốc Công an Thành phố Hồ Chí Minh là Thân Thành Huyện và Võ Văn Măng, cùng nguyên Chánh Văn phòng Trần Thanh Tùng đều vắng mặt với lý do sức khỏe.
Ngày 6 tháng 10 năm 2003, tại Tòa phúc thẩm Tòa án nhân dân tối cao tại Thành phố Hồ Chí Minh, Bùi Quốc Huy đã thay đổi thái độ chịu nhận tội và xin giảm nhẹ hình phạt.
Ngày 30 tháng 10 năm 2003, Hội đồng xét xử vụ án "Trương Văn Cam và đồng bọn" của Tòa phúc thẩm Tòa án nhân dân tối cao tại Thành phố Hồ Chí Minh tuyên án Bùi Quốc Huy 4 năm tù giam về tội "Thiếu trách nhiệm gây hậu quả nghiêm trọng".

### Ân xá
Chưa đầy hai năm sau, ngày 31 tháng 1 năm 2005, Bùi Quốc Huy ra tù trong đợt đặc xá cho hơn 8000 phạm nhân nhân kỷ niệm 75 năm thành lập Đảng Cộng sản Việt Nam (3/2) và ngày Tết cổ truyền.